# Набу (Вила-Флор)
Набу (порт. Nabo) — населённый пункт и район в Португалии, входит в округ Браганса. Является составной частью муниципалитета Вила-Флор. По старому административному делению входил в провинцию Траз-уж-Монтиш и Алту-Дору. Входит в экономико-статистический субрегион Доуру, который входит в Северный регион. Население составляет 218 человек на 2001 год. Занимает площадь 10,46 км².